# The Company
The Company est une mini-série américaine en trois épisodes de 96 minutes (durée totale de 286 minutes), créée par Robert Littell, d'après son roman La Compagnie : le grand roman de la CIA, scénarisée par Ken Nolan et réalisée par Mikael Salomon, diffusée les 5, 12 et 19 août 2007 sur TNT.
En France, elle a été diffusée en février 2008 sur Canal+.

## Synopsis
L'histoire suit, pendant 40 ans, trois anciens étudiants de Yale de la même promotion 1954 qui, une fois leurs diplômes acquis, intègrent les services secrets de leur pays respectifs, alors que la guerre froide bat son plein et que les événements réels (l'insurrection de Budapest, le débarquement de la baie des Cochons etc.) rythment leurs vies jusqu'à la chute du bloc communiste.

## Fiche technique
- Titre : The Company
- Réalisateur : Mikael Salomon
- Musique : Jeff Beal

## Distribution
- Chris O'Donnell (VF : Pierre Tessier) : Jack McAuliffe
- Michael Keaton (VF : Dominique Collignon-Maurin) : James Jesus Angleton/Maman
- Alfred Molina (VF : Gabriel Le Doze) : Harvey Torriti/Le Sorcier
- Tom Hollander (VF : Arnaud Arbessier) : Kim Philby
- Rory Cochrane (VF : Bruno Choël) : Yevgeny Tsipin
- Alessandro Nivola (VF : Patrick Mancini) : Leo Kritzky
- Ulrich Thomsen (VF : Féodor Atkine) : Starik Zhilov
- Natascha McElhone (VF : Ivana Coppola) : Elizabet Nemeth
- Alexandra Maria Lara (VF : Julie Dumas) : Lili
- Anthony Sher (en) (VF : Yves Barsacq) : Officier de liaison de la CIA (Mossad) "Le Rabbin"
- Simon Callow (VF : Pierre Dourlens) : Officier de liaison Elihu du MI6
- Kristin Booth : Adelle Sweet Kritzky
- Judah Katz : Agent du FBI
- Dan Petronijevic : Jeune officier de la CIA
- Anna Silk : Stella Bledsoe
- Ted Atherton (en) : Frank Wisner
- Rick Roberts : William Colby

## Récompenses
Récompenses
- American Cinema Editors : 
  - Meilleur montage pour une mini-série 2008
- American Society of Cinematographers :
  - Meilleure photographie pour une mini-série ou téléfilm 2008
- Australian Cinematographers Society (en) :
  - Meilleure photographie 2008
- Primetime Emmy Award :
  - Meilleure composition musicale pour une minisérie, un téléfilm ou un programme spécial 2008
- Writers Guild of America :
  - Meilleur scénario adapté 2008

Nominations
- Saturn Award :
  - Saturn Award du meilleur téléfilm 2008
- Art Directors Guild :
  - Meilleurs décors pour une mini-série ou téléfilm 2008
- Broadcast Film Critics Association Awards : 
  - Broadcast Film Critics Association Award for Best Television Film 2008
- Casting Society of America : 
  - Meilleur casting pour une mini-série 2008
- Cinema Audio Society Awards :
  - Meilleur mixage sonore pour une mini-série ou téléfilm 2008
- Directors Guild of America : 
  - Meilleure réalisation pour une mini-série ou téléfilm 2008
- Primetime Emmy Award :
  - Meilleur casting pour une minisérie, un téléfilm ou un programme spécial 2008
  - Meilleure photographie pour une minisérie ou un téléfilm 2008
  - Primetime Emmy Award de la meilleure réalisation pour une mini-série ou un téléfilm 2008
  - Meilleur design du générique 2008
  - Meilleurs effets visuels pour une minisérie, un téléfilm ou un programme spécial 2008
- Satellite Awards :
  - Satellite Award de la meilleure mini-série 2007
- Screen Actors Guild Award :
  - Screen Actors Guild Award du meilleur acteur dans une mini-série ou un téléfilm 2008